# Great Slave Lake
Great Slave Lake er en Sø i Canada med et areal på 28.568 kvadratkilometer. Største dybde 614 meter.
Søen er opkaldet efter Slavey-folket (oprindeligt betegnet Slave, men ændret pga. muligheden for forveksling med slaveri), et oprindeligt folkeslag, der stammer fra regionen omkring søen.
61°40′N 114°00′V / 61.667°N 114.000°V
|  | Infoboks uden skabelon Denne artikel har en infoboks dannet af en tabel eller tilsvarende. |